# Myoporum floribundum
Myoporum floribundum är en flenörtsväxtart som beskrevs av Allan Cunningham och George Bentham. Myoporum floribundum ingår i släktet Myoporum och familjen flenörtsväxter. Inga underarter finns listade i Catalogue of Life.